# 왓챠
왓챠는 2011년 9월에 설립된 대한민국의 소프트웨어 회사이다. 대표 박태훈은 서울과학고를 졸업하고 KAIST 전산학과를 중퇴한 후 원지현, 이태현, 이충재와 설립하였다. 영화 추천 프로그램"왓챠(Watcha)"를 개발하였다. 2012년 카카오벤처스(당시 케이큐브벤처스)로부터 초기투자를 유치하고, 2013년 메가인베스트먼트와 삼호그린인베스트먼트, 캡스톤파트너스로부터 25억원 규모의 투자를 유치하였다. 2015년 8월 6일 '왓챠'는 기존 영화 중심의 콘텐츠를 드라마까지 확장하고 피드·댓글 기능 도입과 태그 기반 추천 등을 핵심으로 업데이트한 '왓챠 3.0'을 발표했다.
2018년 3월, 사명을 '프로그램스'에서 '왓챠'로 변경하였다.

## 스트리밍 서비스
왓챠는 동명의 OTT 서비스를 운영하고 있다.
2016년 1월 31일 웹 서비스를 오픈하고 5월 앱을 출시했다. 앱 출시 후 6개월 만에 구글플레이와 애플 앱스토어의 '2016 올해의 앱'으로 동시 선정되었다.
2017년 2월 가입자수가 64만명을 넘었다고 발표했다.
구글플레이가 집계한 2018년 한국 내 엔터테인먼트 카테고리 앱 중 매출 1위를 기록했고 2019년 가입자는 약 500만명이다. 2020년 7월 서비스명을 '왓챠'로 변경했다. 약 9만여 편의 영화, 드라마, 예능, 다큐, 애니메이션을 보유하고 있다.

### 요금제
| 왓챠 요금제 |                      |                                                         |                                                         |
| 종류        | 베이식               | 일반                                                    | 프리미엄                                                |
| 요금        | 월 4,900원           | 월 7,900원                                              | 월 13,900원                                             |
| 최대화질    | FHD (1080p)          | FHD (1080p)                                             | 4K (2160p)                                              |
| 동시재생    | 1대                  | 1대                                                     | 4대                                                     |
| 지원기기    | 모바일 / 태블릿 / PC | 모바일 / 태블릿 / PC 스마트TV / Android TV / tvOS / PS5 | 모바일 / 태블릿 / PC 스마트TV / Android TV / tvOS / PS5 |

- 베이식 요금제는 현재 가입이 불가능하다.

### 왓챠 오리지널

#### 드라마
- 언프레임드 (2021)
- 좋좋소 시즌 4 (2022)
- 시맨틱 에러 (2022)
- 최종병기 그녀 (TBA)

#### 예능
- 더블 트러블 (2021)

### 웹툰 서비스
2022년 하반기부터 갑자기 왓챠 오리지널 웹툰 서비스를 시작했다. 프리미엄 이상 이용권을 결제한 경우 이용이 가능하다.

## 왓챠피디아
고유 알고리즘을 적용한 영화 추천 서비스 왓챠피디아(pedia.watcha.com)를 운영 중이다. 개인의 취향을 분석해 영화에 대한 예상 별점을 제공하고 사용자가 좋아할만한 영화를 추천해 준다. 2013년 1월 이용자들이 별점을 매긴 영화 평가 건수가 500만건으로 480만여건인 네이버 영화를 넘어섰다. 5월 말께 1000만건을 넘었으며, 모바일 애플리케이션 출시한 지 2주 만후 1760만개의 데이터를 축적하였다. 구글코리아와 제휴해 지식그래프 검색 결과에도 영화 평가를 제공하고 있다. 2016년 12월 25일 KDB산업은행·케이클라비스인베스트먼트·이베스트투자증권·킹슬리캐피탈파트너스 등으로부터 총 55억원 규모의 시리즈B 투자를 유치했다.